# Major League Soccer 2010
MLS Seizoen 2010 was het 15e seizoen in de geschiedenis van deze competitie. Het seizoen begon op 25 maart 2010 en eindigde met de MLS Cup 2010 op 21 november 2010 in Toronto.

## Wijzigingen t.o.v vorige seizoen
- Philadelphia Union was het zestiende team in de competitie en speelde in de Eastern Conference.[1]
- New York Red Bulls verhuisde naar hun nieuwe stadion Red Bull Arena, zij versloegen Chicago Fire in de eerste wedstrijd met 1-0.[2]

### Wijzigingen trainers
| Team               | Vertrekkende coach | Reden van Vertrek      | Datum van Vertrek | Positie in competitie                       | Nieuwe Coach        | Datum van Aanstelling | Positie in competitie                |
| ------------------ | ------------------ | ---------------------- | ----------------- | ------------------------------------------- | ------------------- | --------------------- | ------------------------------------ |
| Philadelphia Union | Nieuw team         | Nieuw team             | Nieuw team        | Nieuw team                                  | Piotr Nowak         | 29 mei 2010           | Pre-season                           |
| New York Red Bulls | Richie Williams    | Interim                | 21 augustus 2009  | 7de plaats in de Western Conference (2009)  | Hans Backe          | 7 januari 2010        | Pre-season                           |
| Toronto FC         | Chris Cummins      | Contract niet verlengd | 27 oktober 2009   | 5de plaats in de Eastern Conference (2009)  | Preki               | 18 november 2009      | Pre-season                           |
| DC United          | Tom Soehn          | Nam zelf ontslag       | 3 november 2009   | 4e plaats in de Eastern Conference (2009)   | Curt Onalfo         | 28 december 2009      | Pre-season                           |
| Chivas USA         | Preki              | Ontslagen              | 12 november 2009  | 4de plaats in de Western Conference (2009)  | Martin Vasquez      | 2 december 2009       | Pre-season                           |
| Chicago Fire       | Denis Hamlett      | Ontslagen              | 24 november 2009  | 2de plaats in de Eastern Conference (2009)  | Carlos de los Cobos | 11 januari 2010       | Pre-season                           |
| D.C. United        | Curt Onalfo        | Ontslagen              | 4 augustus 2010   | 8ste plaats in de Eastern Conference (2009) | Ben Olsen           | 4 augustus 2010       | 8ste plaats in de Eastern Conference |
| Toronto FC         | Preki              | Ontslagen              | 14 september 2010 | 3de plaats in de Eastern Conference (2009)  | Nick Dasovic        | 14 september 2010     | 3de plaats in de Eastern Conference  |

## Stadions
| Chicago Fire          | Chivas USA             | Colorado Rapids            | Columbus Crew      |
| --------------------- | ---------------------- | -------------------------- | ------------------ |
| Toyota Park           | The Home Depot Center  | Dick's Sporting Goods Park | Crew Stadium       |
| Capaciteit: 20.000    | Capaciteit: 27.000     | Capaciteit: 19.680         | Capaciteit: 20.455 |
|                       |                        |                            |                    |
| DC United             | FC Dallas              | Kansas City Wizards        | Houston Dynamo     |
| RFK Memorial Stadium  | Pizza Hut Park         | CommunityAmerica Ballpark  | Robertson Stadium  |
| Capaciteit: 45.596    | Capaciteit: 21.193     | Capaciteit: 10.385         | Capaciteit: 32.350 |
|                       |                        |                            |                    |
| Los Angeles Galaxy    | New England Revolution | Philadelphia Union         | New York Red Bulls |
| The Home Depot Center | Gillette Stadium       | PPL Park                   | Red Bull Arena     |
| Capaciteit: 27.000    | Capaciteit: 68.756     | Capaciteit: 18.500         | Capaciteit: 25.189 |
|                       |                        |                            |                    |
| Real Salt Lake        | San Jose Earthquakes   | Seattle Sounders FC        | Toronto FC         |
| Rio Tinto Stadium     | Buck Shaw Stadium      | Qwest Field                | BMO Field          |
| Capaciteit: 20.008    | Capaciteit: 10.300     | Capaciteit: 35.700         | Capaciteit: 21.800 |
|                       |                        |                            |                    |

## Uitslagentabel
| Abbreviation and Color Key: Chicago Fire – CHI • Chivas USA – CHV • Colorado Rapids – COL • Columbus Crew – CLB • D.C. United – DC FC Dallas – FCD • Houston Dynamo – HOU • Kansas City Wizards – KC • Los Angeles Galaxy – LA New England Revolution – NE • New York Red Bulls – NY • Philadelphia Union – PHI • Real Salt Lake – RSL San Jose Earthquakes – SJ • Seattle Sounders FC – SEA • Toronto FC – TOR Gewonnen Verloren GelijkspelThuis | Abbreviation and Color Key: Chicago Fire – CHI • Chivas USA – CHV • Colorado Rapids – COL • Columbus Crew – CLB • D.C. United – DC FC Dallas – FCD • Houston Dynamo – HOU • Kansas City Wizards – KC • Los Angeles Galaxy – LA New England Revolution – NE • New York Red Bulls – NY • Philadelphia Union – PHI • Real Salt Lake – RSL San Jose Earthquakes – SJ • Seattle Sounders FC – SEA • Toronto FC – TOR Gewonnen Verloren GelijkspelThuis | Abbreviation and Color Key: Chicago Fire – CHI • Chivas USA – CHV • Colorado Rapids – COL • Columbus Crew – CLB • D.C. United – DC FC Dallas – FCD • Houston Dynamo – HOU • Kansas City Wizards – KC • Los Angeles Galaxy – LA New England Revolution – NE • New York Red Bulls – NY • Philadelphia Union – PHI • Real Salt Lake – RSL San Jose Earthquakes – SJ • Seattle Sounders FC – SEA • Toronto FC – TOR Gewonnen Verloren GelijkspelThuis | Abbreviation and Color Key: Chicago Fire – CHI • Chivas USA – CHV • Colorado Rapids – COL • Columbus Crew – CLB • D.C. United – DC FC Dallas – FCD • Houston Dynamo – HOU • Kansas City Wizards – KC • Los Angeles Galaxy – LA New England Revolution – NE • New York Red Bulls – NY • Philadelphia Union – PHI • Real Salt Lake – RSL San Jose Earthquakes – SJ • Seattle Sounders FC – SEA • Toronto FC – TOR Gewonnen Verloren GelijkspelThuis | Abbreviation and Color Key: Chicago Fire – CHI • Chivas USA – CHV • Colorado Rapids – COL • Columbus Crew – CLB • D.C. United – DC FC Dallas – FCD • Houston Dynamo – HOU • Kansas City Wizards – KC • Los Angeles Galaxy – LA New England Revolution – NE • New York Red Bulls – NY • Philadelphia Union – PHI • Real Salt Lake – RSL San Jose Earthquakes – SJ • Seattle Sounders FC – SEA • Toronto FC – TOR Gewonnen Verloren GelijkspelThuis | Abbreviation and Color Key: Chicago Fire – CHI • Chivas USA – CHV • Colorado Rapids – COL • Columbus Crew – CLB • D.C. United – DC FC Dallas – FCD • Houston Dynamo – HOU • Kansas City Wizards – KC • Los Angeles Galaxy – LA New England Revolution – NE • New York Red Bulls – NY • Philadelphia Union – PHI • Real Salt Lake – RSL San Jose Earthquakes – SJ • Seattle Sounders FC – SEA • Toronto FC – TOR Gewonnen Verloren GelijkspelThuis | Abbreviation and Color Key: Chicago Fire – CHI • Chivas USA – CHV • Colorado Rapids – COL • Columbus Crew – CLB • D.C. United – DC FC Dallas – FCD • Houston Dynamo – HOU • Kansas City Wizards – KC • Los Angeles Galaxy – LA New England Revolution – NE • New York Red Bulls – NY • Philadelphia Union – PHI • Real Salt Lake – RSL San Jose Earthquakes – SJ • Seattle Sounders FC – SEA • Toronto FC – TOR Gewonnen Verloren GelijkspelThuis | Abbreviation and Color Key: Chicago Fire – CHI • Chivas USA – CHV • Colorado Rapids – COL • Columbus Crew – CLB • D.C. United – DC FC Dallas – FCD • Houston Dynamo – HOU • Kansas City Wizards – KC • Los Angeles Galaxy – LA New England Revolution – NE • New York Red Bulls – NY • Philadelphia Union – PHI • Real Salt Lake – RSL San Jose Earthquakes – SJ • Seattle Sounders FC – SEA • Toronto FC – TOR Gewonnen Verloren GelijkspelThuis | Abbreviation and Color Key: Chicago Fire – CHI • Chivas USA – CHV • Colorado Rapids – COL • Columbus Crew – CLB • D.C. United – DC FC Dallas – FCD • Houston Dynamo – HOU • Kansas City Wizards – KC • Los Angeles Galaxy – LA New England Revolution – NE • New York Red Bulls – NY • Philadelphia Union – PHI • Real Salt Lake – RSL San Jose Earthquakes – SJ • Seattle Sounders FC – SEA • Toronto FC – TOR Gewonnen Verloren GelijkspelThuis | Abbreviation and Color Key: Chicago Fire – CHI • Chivas USA – CHV • Colorado Rapids – COL • Columbus Crew – CLB • D.C. United – DC FC Dallas – FCD • Houston Dynamo – HOU • Kansas City Wizards – KC • Los Angeles Galaxy – LA New England Revolution – NE • New York Red Bulls – NY • Philadelphia Union – PHI • Real Salt Lake – RSL San Jose Earthquakes – SJ • Seattle Sounders FC – SEA • Toronto FC – TOR Gewonnen Verloren GelijkspelThuis | Abbreviation and Color Key: Chicago Fire – CHI • Chivas USA – CHV • Colorado Rapids – COL • Columbus Crew – CLB • D.C. United – DC FC Dallas – FCD • Houston Dynamo – HOU • Kansas City Wizards – KC • Los Angeles Galaxy – LA New England Revolution – NE • New York Red Bulls – NY • Philadelphia Union – PHI • Real Salt Lake – RSL San Jose Earthquakes – SJ • Seattle Sounders FC – SEA • Toronto FC – TOR Gewonnen Verloren GelijkspelThuis | Abbreviation and Color Key: Chicago Fire – CHI • Chivas USA – CHV • Colorado Rapids – COL • Columbus Crew – CLB • D.C. United – DC FC Dallas – FCD • Houston Dynamo – HOU • Kansas City Wizards – KC • Los Angeles Galaxy – LA New England Revolution – NE • New York Red Bulls – NY • Philadelphia Union – PHI • Real Salt Lake – RSL San Jose Earthquakes – SJ • Seattle Sounders FC – SEA • Toronto FC – TOR Gewonnen Verloren GelijkspelThuis | Abbreviation and Color Key: Chicago Fire – CHI • Chivas USA – CHV • Colorado Rapids – COL • Columbus Crew – CLB • D.C. United – DC FC Dallas – FCD • Houston Dynamo – HOU • Kansas City Wizards – KC • Los Angeles Galaxy – LA New England Revolution – NE • New York Red Bulls – NY • Philadelphia Union – PHI • Real Salt Lake – RSL San Jose Earthquakes – SJ • Seattle Sounders FC – SEA • Toronto FC – TOR Gewonnen Verloren GelijkspelThuis | Abbreviation and Color Key: Chicago Fire – CHI • Chivas USA – CHV • Colorado Rapids – COL • Columbus Crew – CLB • D.C. United – DC FC Dallas – FCD • Houston Dynamo – HOU • Kansas City Wizards – KC • Los Angeles Galaxy – LA New England Revolution – NE • New York Red Bulls – NY • Philadelphia Union – PHI • Real Salt Lake – RSL San Jose Earthquakes – SJ • Seattle Sounders FC – SEA • Toronto FC – TOR Gewonnen Verloren GelijkspelThuis | Abbreviation and Color Key: Chicago Fire – CHI • Chivas USA – CHV • Colorado Rapids – COL • Columbus Crew – CLB • D.C. United – DC FC Dallas – FCD • Houston Dynamo – HOU • Kansas City Wizards – KC • Los Angeles Galaxy – LA New England Revolution – NE • New York Red Bulls – NY • Philadelphia Union – PHI • Real Salt Lake – RSL San Jose Earthquakes – SJ • Seattle Sounders FC – SEA • Toronto FC – TOR Gewonnen Verloren GelijkspelThuis | Abbreviation and Color Key: Chicago Fire – CHI • Chivas USA – CHV • Colorado Rapids – COL • Columbus Crew – CLB • D.C. United – DC FC Dallas – FCD • Houston Dynamo – HOU • Kansas City Wizards – KC • Los Angeles Galaxy – LA New England Revolution – NE • New York Red Bulls – NY • Philadelphia Union – PHI • Real Salt Lake – RSL San Jose Earthquakes – SJ • Seattle Sounders FC – SEA • Toronto FC – TOR Gewonnen Verloren GelijkspelThuis | Abbreviation and Color Key: Chicago Fire – CHI • Chivas USA – CHV • Colorado Rapids – COL • Columbus Crew – CLB • D.C. United – DC FC Dallas – FCD • Houston Dynamo – HOU • Kansas City Wizards – KC • Los Angeles Galaxy – LA New England Revolution – NE • New York Red Bulls – NY • Philadelphia Union – PHI • Real Salt Lake – RSL San Jose Earthquakes – SJ • Seattle Sounders FC – SEA • Toronto FC – TOR Gewonnen Verloren GelijkspelThuis | Abbreviation and Color Key: Chicago Fire – CHI • Chivas USA – CHV • Colorado Rapids – COL • Columbus Crew – CLB • D.C. United – DC FC Dallas – FCD • Houston Dynamo – HOU • Kansas City Wizards – KC • Los Angeles Galaxy – LA New England Revolution – NE • New York Red Bulls – NY • Philadelphia Union – PHI • Real Salt Lake – RSL San Jose Earthquakes – SJ • Seattle Sounders FC – SEA • Toronto FC – TOR Gewonnen Verloren GelijkspelThuis | Abbreviation and Color Key: Chicago Fire – CHI • Chivas USA – CHV • Colorado Rapids – COL • Columbus Crew – CLB • D.C. United – DC FC Dallas – FCD • Houston Dynamo – HOU • Kansas City Wizards – KC • Los Angeles Galaxy – LA New England Revolution – NE • New York Red Bulls – NY • Philadelphia Union – PHI • Real Salt Lake – RSL San Jose Earthquakes – SJ • Seattle Sounders FC – SEA • Toronto FC – TOR Gewonnen Verloren GelijkspelThuis | Abbreviation and Color Key: Chicago Fire – CHI • Chivas USA – CHV • Colorado Rapids – COL • Columbus Crew – CLB • D.C. United – DC FC Dallas – FCD • Houston Dynamo – HOU • Kansas City Wizards – KC • Los Angeles Galaxy – LA New England Revolution – NE • New York Red Bulls – NY • Philadelphia Union – PHI • Real Salt Lake – RSL San Jose Earthquakes – SJ • Seattle Sounders FC – SEA • Toronto FC – TOR Gewonnen Verloren GelijkspelThuis | Abbreviation and Color Key: Chicago Fire – CHI • Chivas USA – CHV • Colorado Rapids – COL • Columbus Crew – CLB • D.C. United – DC FC Dallas – FCD • Houston Dynamo – HOU • Kansas City Wizards – KC • Los Angeles Galaxy – LA New England Revolution – NE • New York Red Bulls – NY • Philadelphia Union – PHI • Real Salt Lake – RSL San Jose Earthquakes – SJ • Seattle Sounders FC – SEA • Toronto FC – TOR Gewonnen Verloren GelijkspelThuis | Abbreviation and Color Key: Chicago Fire – CHI • Chivas USA – CHV • Colorado Rapids – COL • Columbus Crew – CLB • D.C. United – DC FC Dallas – FCD • Houston Dynamo – HOU • Kansas City Wizards – KC • Los Angeles Galaxy – LA New England Revolution – NE • New York Red Bulls – NY • Philadelphia Union – PHI • Real Salt Lake – RSL San Jose Earthquakes – SJ • Seattle Sounders FC – SEA • Toronto FC – TOR Gewonnen Verloren GelijkspelThuis | Abbreviation and Color Key: Chicago Fire – CHI • Chivas USA – CHV • Colorado Rapids – COL • Columbus Crew – CLB • D.C. United – DC FC Dallas – FCD • Houston Dynamo – HOU • Kansas City Wizards – KC • Los Angeles Galaxy – LA New England Revolution – NE • New York Red Bulls – NY • Philadelphia Union – PHI • Real Salt Lake – RSL San Jose Earthquakes – SJ • Seattle Sounders FC – SEA • Toronto FC – TOR Gewonnen Verloren GelijkspelThuis | Abbreviation and Color Key: Chicago Fire – CHI • Chivas USA – CHV • Colorado Rapids – COL • Columbus Crew – CLB • D.C. United – DC FC Dallas – FCD • Houston Dynamo – HOU • Kansas City Wizards – KC • Los Angeles Galaxy – LA New England Revolution – NE • New York Red Bulls – NY • Philadelphia Union – PHI • Real Salt Lake – RSL San Jose Earthquakes – SJ • Seattle Sounders FC – SEA • Toronto FC – TOR Gewonnen Verloren GelijkspelThuis | Abbreviation and Color Key: Chicago Fire – CHI • Chivas USA – CHV • Colorado Rapids – COL • Columbus Crew – CLB • D.C. United – DC FC Dallas – FCD • Houston Dynamo – HOU • Kansas City Wizards – KC • Los Angeles Galaxy – LA New England Revolution – NE • New York Red Bulls – NY • Philadelphia Union – PHI • Real Salt Lake – RSL San Jose Earthquakes – SJ • Seattle Sounders FC – SEA • Toronto FC – TOR Gewonnen Verloren GelijkspelThuis | Abbreviation and Color Key: Chicago Fire – CHI • Chivas USA – CHV • Colorado Rapids – COL • Columbus Crew – CLB • D.C. United – DC FC Dallas – FCD • Houston Dynamo – HOU • Kansas City Wizards – KC • Los Angeles Galaxy – LA New England Revolution – NE • New York Red Bulls – NY • Philadelphia Union – PHI • Real Salt Lake – RSL San Jose Earthquakes – SJ • Seattle Sounders FC – SEA • Toronto FC – TOR Gewonnen Verloren GelijkspelThuis | Abbreviation and Color Key: Chicago Fire – CHI • Chivas USA – CHV • Colorado Rapids – COL • Columbus Crew – CLB • D.C. United – DC FC Dallas – FCD • Houston Dynamo – HOU • Kansas City Wizards – KC • Los Angeles Galaxy – LA New England Revolution – NE • New York Red Bulls – NY • Philadelphia Union – PHI • Real Salt Lake – RSL San Jose Earthquakes – SJ • Seattle Sounders FC – SEA • Toronto FC – TOR Gewonnen Verloren GelijkspelThuis | Abbreviation and Color Key: Chicago Fire – CHI • Chivas USA – CHV • Colorado Rapids – COL • Columbus Crew – CLB • D.C. United – DC FC Dallas – FCD • Houston Dynamo – HOU • Kansas City Wizards – KC • Los Angeles Galaxy – LA New England Revolution – NE • New York Red Bulls – NY • Philadelphia Union – PHI • Real Salt Lake – RSL San Jose Earthquakes – SJ • Seattle Sounders FC – SEA • Toronto FC – TOR Gewonnen Verloren GelijkspelThuis | Abbreviation and Color Key: Chicago Fire – CHI • Chivas USA – CHV • Colorado Rapids – COL • Columbus Crew – CLB • D.C. United – DC FC Dallas – FCD • Houston Dynamo – HOU • Kansas City Wizards – KC • Los Angeles Galaxy – LA New England Revolution – NE • New York Red Bulls – NY • Philadelphia Union – PHI • Real Salt Lake – RSL San Jose Earthquakes – SJ • Seattle Sounders FC – SEA • Toronto FC – TOR Gewonnen Verloren GelijkspelThuis | Abbreviation and Color Key: Chicago Fire – CHI • Chivas USA – CHV • Colorado Rapids – COL • Columbus Crew – CLB • D.C. United – DC FC Dallas – FCD • Houston Dynamo – HOU • Kansas City Wizards – KC • Los Angeles Galaxy – LA New England Revolution – NE • New York Red Bulls – NY • Philadelphia Union – PHI • Real Salt Lake – RSL San Jose Earthquakes – SJ • Seattle Sounders FC – SEA • Toronto FC – TOR Gewonnen Verloren GelijkspelThuis | Abbreviation and Color Key: Chicago Fire – CHI • Chivas USA – CHV • Colorado Rapids – COL • Columbus Crew – CLB • D.C. United – DC FC Dallas – FCD • Houston Dynamo – HOU • Kansas City Wizards – KC • Los Angeles Galaxy – LA New England Revolution – NE • New York Red Bulls – NY • Philadelphia Union – PHI • Real Salt Lake – RSL San Jose Earthquakes – SJ • Seattle Sounders FC – SEA • Toronto FC – TOR Gewonnen Verloren GelijkspelThuis |
| Club | Wedstrijd | Wedstrijd | Wedstrijd | Wedstrijd | Wedstrijd | Wedstrijd | Wedstrijd | Wedstrijd | Wedstrijd | Wedstrijd | Wedstrijd | Wedstrijd | Wedstrijd | Wedstrijd | Wedstrijd | Wedstrijd | Wedstrijd | Wedstrijd | Wedstrijd | Wedstrijd | Wedstrijd | Wedstrijd | Wedstrijd | Wedstrijd | Wedstrijd | Wedstrijd | Wedstrijd | Wedstrijd | Wedstrijd | Wedstrijd |
| Club | 1 | 2 | 3 | 4 | 5 | 6 | 7 | 8 | 9 | 10 | 11 | 12 | 13 | 14 | 15 | 16 | 17 | 18 | 19 | 20 | 21 | 22 | 23 | 24 | 25 | 26 | 27 | 28 | 29 | 30 |
| --- | --- | --- | --- | --- | --- | --- | --- | --- | --- | --- | --- | --- | --- | --- | --- | --- | --- | --- | --- | --- | --- | --- | --- | --- | --- | --- | --- | --- | --- | --- |
| Chicago Fire | NY | COL | SJ | DC | HOU | CHV | TOR | KC | FCD | PHI | COL | NE | CLB | RSL | LA | NY | NE | HOU | SEA | LA | TOR | PHI | RSL | SEA | SJ | FCD | CLB | KC | DC | CHV |
| Chicago Fire | 0–1 | 2–2 | 2–1 | 2–0 | 0–2 | 1–1 | 4–1 | 2–2 | 1–1 | 1–2 | 2–2 | 1–0 | 1–2 | 1–0 | 3–2 | 0–0 | 1–2 | 3–4 | 1–2 | 1–1 | 0–0 | 0–1 | 0–1 | 1–0 | 3–0 | 0–3 | 0–2 | 2–0 | 0–0 | 4–1 |
| Chivas USA | COL | LA | NY | HOU | SJ | CHI | NE | HOU | CLB | RSL | DC | NY | FCD | PHI | KC | RSL | CLB | TOR | SEA | FCD | DC | COL | NE | KC | PHI | LA | TOR | SEA | SJ | CHI |
| Chivas USA | 1–0 | 0–2 | 0–2 | 0–3 | 2–3 | 1–1 | 4–0 | 2–0 | 0–1 | 2–1 | 2–3 | 0–1 | 2–1 | 1–1 | 2–0 | 1–1 | 1–3 | 1–2 | 0–0 | 0–1 | 0–1 | 0–3 | 0–2 | 2–0 | 0–3 | 2–1 | 0–3 | 1–2 | 0–3 | 4–1 |
| Colorado Rapids | CHV | CHI | KC | TOR | NE | SJ | LA | DC | SEA | CLB | CHI | HOU | NY | TOR | KC | SEA | FCD | SJ | PHI | CLB | HOU | CHV | NY | NE | RSL | PHI | DC | FCD | LA | RSL |
| Colorado Rapids | 1–0 | 2–2 | 0–1 | 1–3 | 2–1 | 0–1 | 1–0 | 1–0 | 0–1 | 0–1 | 2–2 | 2–2 | 1–1 | 0–1 | 1–1 | 1–2 | 1–1 | 0–1 | 1–1 | 1–3 | 0–3 | 0–3 | 1–3 | 0–3 | 1–1 | 1–4 | 1–0 | 2–2 | 3–1 | 2–2 |
| Columbus Crew | TOR | FCD | RSL | SEA | NE | CHV | NY | KC | LA | SJ | COL | DC | CHI | HOU | KC | NY | HOU | CHV | PHI | RSL | COL | FCD | DC | LA | SEA | NE | SJ | CHI | TOR | PHI |
| Columbus Crew | 0–2 | 2–2 | 0–1 | 1–1 | 2–3 | 0–1 | 3–1 | 1–0 | 2–0 | 2–2 | 0–1 | 0–2 | 1–2 | 0–0 | 1–0 | 0–2 | 0–3 | 1–3 | 2–1 | 0–2 | 1–3 | 0–0 | 1–0 | 1–3 | 4–0 | 2–2 | 0–0 | 0–2 | 2–2 | 3–1 |
| D.C. United | KC | NE | PHI | CHI | NY | KC | FCD | COL | HOU | CHV | RSL | SEA | CLB | SJ | NY | SEA | LA | RSL | NE | FCD | PHI | CHV | CLB | TOR | LA | HOU | COL | SJ | CHI | TOR |
| D.C. United | 0–4 | 2–0 | 2–3 | 2–0 | 2–0 | 1–2 | 0–1 | 1–0 | 0–2 | 2–3 | 0–0 | 2–3 | 0–2 | 1–1 | 0–0 | 1–0 | 2–1 | 0–3 | 0–1 | 3–1 | 0–2 | 0–1 | 1–0 | 1–0 | 1–2 | 3–1 | 1–0 | 2–0 | 0–0 | 3–2 |
| FC Dallas | HOU | CLB | NY | SEA | NE | HOU | DC | PHI | LA | CHI | SJ | CHV | KC | SEA | RSL | TOR | COL | PHI | DC | CHV | CLB | TOR | SJ | NY | NE | KC | CHI | COL | RSL | LA |
| FC Dallas | 1–1 | 2–2 | 1–2 | 2–2 | 1–1 | 1–0 | 0–1 | 1–1 | 1–0 | 1–1 | 0–2 | 2–1 | 0–1 | 1–1 | 0–2 | 1–1 | 1–1 | 1–3 | 3–1 | 0–1 | 0–0 | 0–1 | 0–0 | 2–2 | 2–2 | 3–1 | 0–3 | 2–2 | 0–2 | 2–1 |
| Houston Dynamo | FCD | RSL | LA | CHV | CHI | KC | FCD | CHV | RSL | DC | PHI | NY | LA | COL | TOR | CLB | CLB | NY | SEA | NE | CHI | COL | SJ | TOR | KC | DC | PHI | NE | SJ | SEA |
| Houston Dynamo | 1–1 | 1–2 | 2–0 | 0–3 | 0–2 | 0–3 | 1–0 | 2–0 | 1–3 | 0–2 | 3–2 | 1–2 | 1–4 | 2–2 | 1–1 | 0–0 | 0–3 | 2–2 | 0–2 | 0–1 | 3–4 | 0–3 | 2–1 | 2–1 | 3–4 | 3–1 | 1–1 | 1–2 | 1–0 | 1–2 |
| Kansas City Wizards | DC | COL | SEA | LA | HOU | DC | CHI | CLB | RSL | TOR | PHI | NY | FCD | CHV | CLB | COL | TOR | RSL | SJ | NE | LA | PHI | CHV | HOU | FCD | NY | SEA | CHI | NE | SJ |
| Kansas City Wizards | 0–4 | 0–1 | 0–1 | 0–0 | 0–3 | 1–2 | 2–2 | 1–0 | 1–4 | 0–0 | 0–2 | 3–0 | 0–1 | 2–0 | 1–0 | 1–1 | 0–1 | 1–1 | 0–1 | 1–4 | 2–0 | 1–1 | 2–0 | 3–4 | 3–1 | 0–1 | 2–1 | 2–0 | 0–1 | 1–4 |
| Los Angeles Galaxy | NE | CHV | HOU | RSL | KC | PHI | COL | SEA | TOR | FCD | CLB | HOU | RSL | TOR | SEA | NE | DC | SJ | CHI | NY | SJ | KC | CHI | CLB | DC | NY | CHV | PHI | COL | FCD |
| Los Angeles Galaxy | 0–1 | 0–2 | 2–0 | 1–2 | 0–0 | 1–3 | 1–0 | 4–0 | 0–0 | 1–0 | 2–0 | 1–4 | 0–1 | 0–0 | 1–3 | 0–2 | 2–1 | 2–2 | 3–2 | 1–0 | 0–1 | 2–0 | 1–1 | 1–3 | 1–2 | 2–0 | 2–1 | 1–0 | 3–1 | 2–1 |
| New England Revolution | LA | DC | TOR | SJ | COL | FCD | CHV | CLB | SJ | TOR | NY | SEA | CHI | RSL | LA | PHI | DC | HOU | CHI | KC | PHI | SEA | CHV | COL | FCD | CLB | RSL | HOU | KC | NY |
| New England Revolution | 0–1 | 2–0 | 1–4 | 0–2 | 2–1 | 1–1 | 4–0 | 2–3 | 0–0 | 0–1 | 2–3 | 0–3 | 1–0 | 0–5 | 0–2 | 1–1 | 0–1 | 0–1 | 1–2 | 1–4 | 2–1 | 1–3 | 0–2 | 0–3 | 2–2 | 2–2 | 2–1 | 1–2 | 0–1 | 0–2 |
| New York Red Bulls | CHI | SEA | CHV | FCD | PHI | DC | SJ | SEA | CLB | NE | HOU | CHV | KC | COL | DC | CLB | HOU | CHI | TOR | LA | TOR | SJ | RSL | COL | FCD | LA | KC | RSL | PHI | NE |
| New York Red Bulls | 0–1 | 1–0 | 0–2 | 1–2 | 1–2 | 2–0 | 0–4 | 1–0 | 3–1 | 2–3 | 1–2 | 0–1 | 3–0 | 1–1 | 0–0 | 0–2 | 2–2 | 0–0 | 0–1 | 1–0 | 4–1 | 0–2 | 0–1 | 1–3 | 2–2 | 2–0 | 0–1 | 0–0 | 1–2 | 0–2 |
| Philadelphia Union | SEA | DC | TOR | NY | LA | RSL | FCD | HOU | CHI | KC | SEA | CHV | SJ | TOR | NE | CLB | FCD | RSL | COL | DCU | NE | KC | CHI | SJ | CHV | COL | HOU | LA | NY | CLB |
| Philadelphia Union | 0–2 | 2–3 | 1–2 | 1–2 | 1–3 | 0–3 | 1–1 | 3–2 | 1–2 | 0–2 | 1–3 | 1–1 | 2–1 | 1–2 | 1–1 | 2–1 | 1–3 | 1–1 | 1–1 | 0–2 | 2–1 | 1–1 | 0–1 | 0–1 | 0–3 | 1–4 | 1–1 | 1–0 | 1–2 | 3–1 |
| Real Salt Lake | SJ | HOU | SEA | LA | CLB | TOR | PHI | HOU | CHV | KC | DC | LA | SJ | NE | CHI | FCD | CHV | DC | KC | PHI | CLB | TOR | NY | SEA | CHI | COL | NE | NY | FCD | COL |
| Real Salt Lake | 3–0 | 1–2 | 2–2 | 1–2 | 0–1 | 1–2 | 0–3 | 1–3 | 2–1 | 1–4 | 0–0 | 0–1 | 0–0 | 0–5 | 1–0 | 0–2 | 1–1 | 0–3 | 1–1 | 1–1 | 0–2 | 0–0 | 0–1 | 0–0 | 0–1 | 1–1 | 2–1 | 0–0 | 0–2 | 2–2 |
| San Jose Earthquakes | RSL | CHI | NE | CHV | COL | NY | NE | SEA | TOR | CLB | FCD | RSL | DC | PHI | LA | SEA | COL | KC | LA | NY | HOU | FCD | PHI | TOR | CHI | CLB | DC | HOU | CHV | KC |
| San Jose Earthquakes | 3–0 | 2–1 | 0–2 | 2–3 | 0–1 | 0–4 | 0–0 | 1–0 | 3–1 | 2–2 | 0–2 | 0–0 | 1–1 | 2–1 | 2–2 | 1–0 | 0–1 | 0–1 | 0–1 | 0–2 | 2–1 | 0–0 | 0–1 | 3–2 | 3–0 | 0–0 | 2–0 | 1–0 | 0–3 | 1–4 |
| Seattle Sounders FC | PHI | NY | RSL | KC | FCD | TOR | CLB | LA | NY | SJ | COL | NE | DC | PHI | LA | FCD | DC | COL | SJ | HOU | CHV | CHI | NE | RSL | CLB | CHI | TOR | KC | CHV | HOU |
| Seattle Sounders FC | 0–2 | 1–0 | 2–2 | 0–1 | 2–2 | 0–2 | 1–1 | 4–0 | 1–0 | 1–0 | 0–1 | 0–3 | 3–2 | 1–3 | 1–3 | 1–1 | 1–0 | 1–2 | 1–0 | 0–2 | 0–0 | 1–2 | 1–3 | 0–0 | 4–0 | 1–0 | 2–3 | 2–1 | 1–2 | 1–2 |
| Toronto FC | CLB | NE | PHI | COL | SEA | RSL | CHI | LA | NE | SJ | KC | LA | HOU | COL | PHI | FCD | KC | CHV | NY | NY | RSL | FCD | CHI | DC | HOU | SJ | SEA | CHV | CLB | DC |
| Toronto FC | 0–2 | 1–4 | 1–2 | 1–3 | 0–2 | 1–2 | 1–4 | 0–0 | 0–1 | 3–1 | 0–0 | 0–0 | 1–1 | 0–1 | 1–2 | 1–1 | 0–1 | 1–2 | 0–1 | 4–1 | 0–0 | 0–1 | 0–0 | 1–0 | 2–1 | 3–2 | 2–3 | 0–3 | 2–2 | 3–2 |

## Eindstanden

#### Eastern Conference
| Team | Team                   | Pnt | AW | W  | G  | V | DV | DT | DS  |
| ---- | ---------------------- | --- | -- | -- | -- | - | -- | -- | --- |
| 1    | New York Red Bulls     | 51  | 30 | 15 | 9  | 6 | 38 | 29 | +9  |
| 2    | Columbus Crew          | 50  | 30 | 14 | 8  | 8 | 40 | 34 | +6  |
| 3    | Kansas City Wizards    | 39  | 30 | 11 | 13 | 6 | 36 | 35 | +1  |
| 4    | Chicago Fire           | 36  | 30 | 9  | 12 | 9 | 37 | 38 | −1  |
| 5    | Toronto FC1            | 35  | 30 | 9  | 13 | 8 | 33 | 41 | −8  |
| 6    | New England Revolution | 32  | 30 | 9  | 16 | 5 | 32 | 50 | −18 |
| 7    | Philadelphia Union     | 31  | 30 | 8  | 15 | 7 | 35 | 49 | −14 |
| 8    | D.C. United            | 22  | 30 | 6  | 20 | 4 | 21 | 47 | −26 |

#### Western Conference
| Team | Team                 | Pnt | AW | W  | G  | V  | DV | DT | DS  |
| ---- | -------------------- | --- | -- | -- | -- | -- | -- | -- | --- |
| 1    | Los Angeles Galaxy   | 59  | 30 | 18 | 7  | 5  | 44 | 26 | +18 |
| 2    | Real Salt Lake       | 56  | 30 | 15 | 4  | 11 | 45 | 20 | +25 |
| 3    | FC Dallas            | 50  | 30 | 12 | 4  | 14 | 42 | 28 | +14 |
| 4    | Seattle Sounders FC  | 48  | 30 | 14 | 10 | 6  | 39 | 35 | +4  |
| 5    | Colorado Rapids      | 46  | 30 | 12 | 8  | 10 | 44 | 32 | +12 |
| 6    | San Jose Earthquakes | 46  | 30 | 13 | 10 | 7  | 34 | 33 | +1  |
| 7    | Houston Dynamo       | 33  | 30 | 9  | 15 | 6  | 40 | 49 | −9  |
| 8    | Chivas USA           | 28  | 30 | 8  | 18 | 4  | 31 | 45 | −14 |

|  | |
|  | MLS Supporters' Shield, MLS Cup Playoffs 2010, U.S. Open Cup 2011, CONCACAF Champions League 2011/12 |
|  | MLS Cup Playoffs 2010, U.S. Open Cup 2011                                                            |
|  | MLS Cup Playoffs 2010                                                                                |

- Stand: 26.Oktober 2010: mlssoccer.com
- 1Toronto FC kan zich niet voor de U.S. Open Cup kwalificeren omdat de team uit Canada komt

## Play-offs
|  | Regionale Halve Finale | Regionale Halve Finale | Regionale Halve Finale | Regionale Halve Finale |                    |    | Regionale Finale     | Regionale Finale | Regionale Finale |  |    | MLS Cup 2010    | MLS Cup 2010 | MLS Cup 2010 |
|  |                        |                        |                        |                        |                    |    |                      |                  |                  |  |    |                 |              |              |
|  | E1                     | New York Red Bulls     | 1                      | 1                      |                    |    |                      |                  |                  |  |    |                 |              |              |
|  | E4                     | San Jose Earthquakes   | 0                      | 3                      |                    |    |                      |                  |                  |  |    |                 |              |              |
|  | E4                     | San Jose Earthquakes   | 0                      | 3                      |                    | E4 | San Jose Earthquakes | 0                |                  |  |    |                 |              |              |
|  | Eastern Conference     |                        |                        |                        |                    | E4 | San Jose Earthquakes | 0                |                  |  |    |                 |              |              |
|  |                        | E3                     | Colorado Rapids        | 1                      |                    |    |                      |                  |                  |  |    |                 |              |              |
|  | E2                     | E3                     | Colorado Rapids        | 1                      | Columbus Crew      | 0  | 2 (4)                |                  |                  |  |    |                 |              |              |
|  | E2                     |                        |                        |                        | Columbus Crew      | 0  | 2 (4)                |                  |                  |  |    |                 |              |              |
|  | E3                     | Colorado Rapids        | 1                      | 1 (5) (pen)            |                    |    |                      |                  |                  |  |    |                 |              |              |
|  | E3                     | Colorado Rapids        | 1                      | 1 (5) (pen)            |                    |    |                      |                  |                  |  | E3 | Colorado Rapids | 2            |              |
|  |                        |                        |                        |                        |                    |    |                      |                  |                  |  | E3 | Colorado Rapids | 2            |              |
|  |                        | W3                     | FC Dallas              | 1                      |                    |    |                      |                  |                  |  |    |                 |              |              |
|  | W1                     | W3                     | FC Dallas              | 1                      | Los Angeles Galaxy | 1  | 2                    |                  |                  |  |    |                 |              |              |
|  | W1                     |                        |                        |                        | Los Angeles Galaxy | 1  | 2                    |                  |                  |  |    |                 |              |              |
|  | W4                     | Seattle Sounders       | 0                      | 1                      |                    |    |                      |                  |                  |  |    |                 |              |              |
|  | W4                     | Seattle Sounders       | 0                      | 1                      |                    | W1 | Los Angeles Galaxy   | 0                |                  |  |    |                 |              |              |
|  | Western Conference     |                        |                        |                        |                    | W1 | Los Angeles Galaxy   | 0                |                  |  |    |                 |              |              |
|  |                        | W3                     | FC Dallas              | 3                      |                    |    |                      |                  |                  |  |    |                 |              |              |
|  | W2                     | W3                     | FC Dallas              | 3                      | Real Salt Lake     | 1  | 1                    |                  |                  |  |    |                 |              |              |
|  | W2                     |                        |                        |                        | Real Salt Lake     | 1  | 1                    |                  |                  |  |    |                 |              |              |
|  | W3                     | FC Dallas              | 2                      | 1                      |                    |    |                      |                  |                  |  |    |                 |              |              |

## Regionale halve finale
- de uitspelende team speelt thuis.

|                            |                                                    |         |                      |                                                                               |
| 30 oktober 2010 7:00PM PDT | New York Red Bulls                                 | 1 – 0   | San Jose Earthquakes | Buck Shaw Stadium, Santa Clara Toeschouwers: 10.525 Scheidsrechter: Paul Ward |
| 30 oktober 2010 7:00PM PDT | Ballouchy 46' Lindpere 56' Miller 71' Coundoul 83' | Verslag | 65' Wondolowski      | Buck Shaw Stadium, Santa Clara Toeschouwers: 10.525 Scheidsrechter: Paul Ward |

|                           |                                                      |         |                    |                                                                           |
| 4 november 2010 20:00 EST | San Jose Earthquakes                                 | 3 – 1   | New York Red Bulls | Red Bull Arena, Harrison Toeschouwers: 22,839 Scheidsrechter: Mark Geiger |
| 4 november 2010 20:00 EST | Corrales 32' Convey 8' 76' Wondolowski 81' Busch 81' | Verslag | 78' Ángel          | Red Bull Arena, Harrison Toeschouwers: 22,839 Scheidsrechter: Mark Geiger |

|                           |               |         |                               | |
| 28 oktober 2010 19:00 MDT | Columbus Crew | 0 – 1   | Colorado Rapids               | Dick's Sporting Goods Park, Commerce City (Colorado) Toeschouwers: 11.872 Scheidsrechter: Jair Marrufo |
| 28 oktober 2010 19:00 MDT | Carroll 57'   | Verslag | 23' Mastroeni 90+2' Mastroeni | Dick's Sporting Goods Park, Commerce City (Colorado) Toeschouwers: 11.872 Scheidsrechter: Jair Marrufo |

|                           |                                |         |                                                                                       |                                                                                      |
| 6 november 2010 16:00 EST | Colorado Rapids                | 1 – 2   | Columbus Crew                                                                         | Columbus Crew Stadium, Columbus Toeschouwers: 10,322 Scheidsrechter: Michael Kennedy |
| 6 november 2010 16:00 EST | Mullan 38' Casey 48' Casey 84' | Verslag | 22' Gaven 31' Barros Schelotto 52' Ekpo 56' Carroll 64' Francis 70' Rogers 70' Rogers | Columbus Crew Stadium, Columbus Toeschouwers: 10,322 Scheidsrechter: Michael Kennedy |

|                                      |       | strafschoppen                                |  |
| Casey Kandji Larentowicz Lopez Smith | 5 – 4 | Barros Schelotto Garey Gaven Brunner Carroll |  |

Colorado Rapids wint met 5–4 na strafschoppen
|                           |                                                   |         |                                                               |                                                                         |
| 30 oktober 2010 16:00 CDT | Real Salt Lake                                    | 1 – 2   | FC Dallas                                                     | Pizza Hut Park, Frisco Toeschouwers: 11.003 Scheidsrechter: Kevin Stott |
| 30 oktober 2010 16:00 CDT | Espindola 5' Williams 46' Morales 49' Morales 69' | Verslag | 25' Benitez 44' Cunningham 49' Hernandez 75' Harris 88' Avila | Pizza Hut Park, Frisco Toeschouwers: 11.003 Scheidsrechter: Kevin Stott |

|                           |                                 |         |                                                 |                                                                              |
| 6 november 2010 20:00 MDT | FC Dallas                       | 1 – 1   | Real Salt Lake                                  | Rio Tinto Stadium, Sandy Toeschouwers: 19.324 Scheidsrechter: Jorge González |
| 6 november 2010 20:00 MDT | McCarty 17' Chavez 27' Loyd 84' | Verslag | 25' Olave 29' Grabavoy 34' Borchers 79' Findley | Rio Tinto Stadium, Sandy Toeschouwers: 19.324 Scheidsrechter: Jorge González |

|                           |                                                   |         |                         |                                                                                 |
| 31 oktober 2010 17:00 PDT | Los Angeles Galaxy                                | 1 – 0   | Seattle Sounders FC     | Qwest Field, Seattle, Washington Toeschouwers: 35.521 Scheidsrechter: Alex Prus |
| 31 oktober 2010 17:00 PDT | Buddle 38' Juninho 48' Kovalenko 65' Kirovski 82' | Verslag | 49' Montero 90+4' Nkufo | Qwest Field, Seattle, Washington Toeschouwers: 35.521 Scheidsrechter: Alex Prus |

|                           |                       |         |                                    |                                                                                 |
| 7 november 2010 18:00 PST | Seattle Sounders FC   | 1 – 2   | Los Angeles Galaxy                 | Home Depot Center, Carson Toeschouwers: 27.000 Scheidsrechter: Baldomero Toledo |
| 7 november 2010 18:00 PST | Ianni 65' Zakuani 86' | Verslag | 8' Beckham 19' Buddle 27' Gonzalez | Home Depot Center, Carson Toeschouwers: 27.000 Scheidsrechter: Baldomero Toledo |

## Regionale finale
|                                        |                      |         |                 |                                                                                               |
| 13 november 2010 19:30 MST 03:30 UTC+1 | San Jose Earthquakes | 0-1     | Colorado Rapids | Dick's Sporting Goods Park, Commerce City Toeschouwers: 17.779 Scheidsrechter: Jorge González |
| 13 november 2010 19:30 MST 03:30 UTC+1 |                      | Verslag | 42' Kimura      | Dick's Sporting Goods Park, Commerce City Toeschouwers: 17.779 Scheidsrechter: Jorge González |

|                                        |                                            |         |                                                    |                                                                             |
| 14 november 2010 18:00 PST 03:00 UTC+1 | FC Dallas                                  | 3 – 0   | Los Angeles Galaxy                                 | Home Depot Center, Carson Toeschouwers: 27.000 Scheidsrechter: Jair Marrufo |
| 14 november 2010 18:00 PST 03:00 UTC+1 | 26' Ferreira 54' John 73' Chavez 85' Lloyd | Verslag | 31' Kovalenko 73' Beckham 82' Birchall 84' Cazumba | Home Depot Center, Carson Toeschouwers: 27.000 Scheidsrechter: Jair Marrufo |

### MLS Cup
|                       |                                     |                       |                                                                                             |                                                                                  |
| 21 november 20:30 EST | FC Dallas                           | 1 – 2 (na extra tijd) | Colorado Rapids                                                                             | BMO Field Toronto, Ontario Toeschouwers: 21,700 Scheidsrechter: Baldomero Toledo |
| 21 november 20:30 EST | David Ferreira 35' Jair Benitez 84' | Report                | 41' Anthony Wallace 51' Jamie Smith 57' Conor Casey 84' Conor Casey 106' (e.d.) George John | BMO Field Toronto, Ontario Toeschouwers: 21,700 Scheidsrechter: Baldomero Toledo |

## Statistieken

### Topscorers
- In onderstaand overzicht zijn alleen de spelers opgenomen met tien of meer treffers achter hun naam. De play-offs zijn buiten beschouwing gelaten.

| №  | Naam              | Club                 | Goals | Pen. | Duels | Gem. |
| -- | ----------------- | -------------------- | ----- | ---- | ----- | ---- |
| 1  | Chris Wondolowski | San Jose Earthquakes | 18    | 3    |       |      |
| 2  | Edson Buddle      | Los Angeles Galaxy   | 17    | 0    |       |      |
| 3  | Dwayne De Rosario | Toronto FC           | 15    | 3    |       |      |
| 4  | Omar Cummings     | Colorado Rapids      | 14    | 0    |       |      |
| 4  | Sébastien Le Toux | Philadelphia Union   | 14    | 3    |       |      |
| 6  | Juan Pablo Ángel  | New York Red Bulls   | 13    | 4    |       |      |
| 6  | Conor Casey       | Colorado Rapids      | 13    | 3    |       |      |
| 8  | Álvaro Saborío    | Real Salt Lake       | 12    | 2    |       |      |
| 9  | Jeff Cunningham   | FC Dallas            | 11    | 4    |       |      |
| 10 | Kei Kamara        | Kansas City Wizards  | 10    | 0    |       |      |
| 10 | Fredy Montero     | Seattle Sounders FC  | 10    | 0    |       |      |
| 10 | Steve Zakuani     | Seattle Sounders FC  | 10    | 0    |       |      |

### Meeste speelminuten
Reguliere competitie (exclusief play-offs)
| Naam        | Club               | Duels | Min.  | Werd in het veld gebracht | Werd van het veld gehaald |
| ----------- | ------------------ | ----- | ----- | ------------------------- | ------------------------- |
| Tim Ream    | New York Red Bulls | 30    | 2.700 | 0                         | 0                         |
| Drew Moor   | Colorado Rapids    | 30    | 2.700 | 0                         | 0                         |
| Will Hesmer | Columbus Crew      | 30    | 2.700 | 0                         | 0                         |

### Nederlanders
Bijgaand een overzicht van de Nederlandse voetballers die in het seizoen 2010 uitkwamen in de Major League Soccer.
| Naam         | Club         | Debuut     | Duels | Goals |
| ------------ | ------------ | ---------- | ----- | ----- |
| Collins John | Chicago Fire | 28.03.2010 | 17    | 3     |

### Scheidsrechters
Onderstaande cijfers zijn inclusief de play-offs
| Naam               | Geboren    | Duels | Kreeg geel | Kreeg voor de tweede keer geel en dus rood | Weggestuurd |
| ------------------ | ---------- | ----- | ---------- | ------------------------------------------ | ----------- |
| Ricardo Salazar    | 06.09.1972 | 20    | 61         | 3                                          | 3           |
| Jair Marrufo       | 19.06.1977 | 20    | 59         | 2                                          | 5           |
| Alex Prus          | 06.02.1964 | 19    | 44         | 3                                          | 4           |
| Baldomero Toledo   | 06.02.1970 | 19    | 48         | 1                                          | 3           |
| Kevin Stott        | 09.07.1967 | 18    | 64         | 1                                          | 3           |
| Jorge González     | 11.07.1968 | 16    | 41         | 1                                          | 5           |
| Michael Kennedy    | 16.04.1961 | 15    | 57         | 0                                          | 0           |
| Edvin Jurišević    | 07.06.1975 | 14    | 52         | 0                                          | 0           |
| Terry Vaughn       | 01.04.1973 | 14    | 39         | 0                                          | 2           |
| Mark Geiger        | 25.08.1974 | 14    | 38         | 0                                          | 3           |
| Paul Ward          | 23.06.1973 | 13    | 44         | 0                                          | 1           |
| Abiodun Okulaja    |            | 12    | 28         | 0                                          | 2           |
| Hilario Grajeda    | 02.09.1967 | 11    | 33         | 0                                          | 2           |
| Silviu Petrescu    | 06.10.1968 | 11    | 39         | 0                                          | 0           |
| Jasen Anno         |            | 8     | 19         | 0                                          | 3           |
| Ramon Hernandez    |            | 8     | 30         | 0                                          | 0           |
| Steven Depiero     | 24.01.1970 | 4     | 9          | 0                                          | 1           |
| Yader Reyes        |            | 4     | 10         | 0                                          | 1           |
| Andrew Chapin      |            | 3     | 7          | 1                                          | 2           |
| David Gantar       | 27.06.1975 | 2     | 6          | 0                                          | 0           |
| Jeff Gontarek      |            | 2     | 13         | 1                                          | 1           |
| Elias Bazakos      |            | 1     | 1          | 0                                          | 0           |
| Alejandro Mariscal | 14.09.1980 | 1     | 5          | 0                                          | 0           |
| Thomas Supple      | 17.12.1965 | 1     | 3          | 0                                          | 0           |
| Landis Wiley       |            | 1     | 3          | 1                                          | 0           |
| Totaal             | Totaal     | 251   | 753        | 14                                         | 41          |

## Nationale beker
Zie voor de nationale beker van de Verenigde Staten:
- Lamar Hunt U.S. Open Cup 2010

## Internationale bekers
Zie voor de Amerikaanse deelnemers deze artikelen:
- Noord-Amerikaanse Superliga 2010
- CONCACAF Champions League 2010/11